# Murafa (Schmerynka)
Murafa (ukrainisch und russisch Мурафа, polnisch Morachwa) ist ein Dorf in der ukrainischen Oblast Winnyzja mit etwa 2700 Einwohnern (2001).

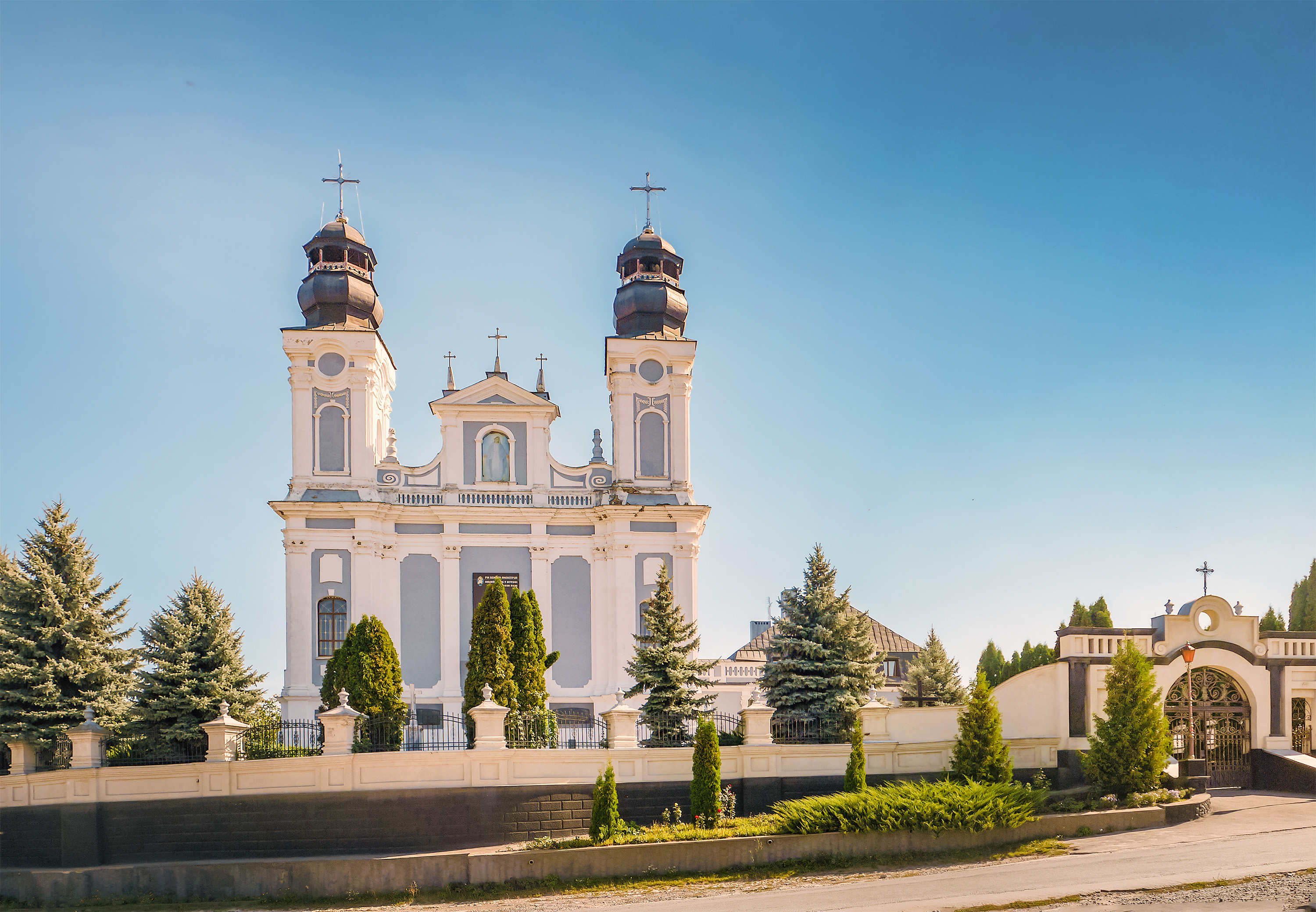
Katholische Kirche vom Beginn des 17. Jahrhunderts

Das erstmals 1432 schriftlich erwähnte Dorf liegt am Ufer der Murafa, einem Nebenfluss des Dnister, 14 km östlich vom ehemaligen Rajonzentrum Scharhorod und 70 km südlich vom Oblastzentrum Winnyzja.
In der Sowjetunion hieß das Dorf bis 1989 Schdanowe (Жданове) und erhielt dann seinen ursprünglichen Namen zurück.
Durch das Dorf verläuft die Territorialstraße T–02–30.

## Verwaltungsgliederung
Am 13. November 2016 wurde das Dorf zum Zentrum der neugegründeten Landgemeinde Murafa (Мурафська сільська громада/Murafska silska hromada), zu dieser zählten auch die 2 Dörfer Dowschok und Klekotyna, bis dahin bildete es zusammen mit dem Dorf Dowschok die gleichnamige Landratsgemeinde Murafa (Мурафська сільська рада/Murafska silska rada) im nördlichen Zentrum des Rajons Scharhorod.
Am 12. Juni 2020 kamen noch weitere 5 in der untenstehenden Tabelle aufgelisteten Dörfer zum Gemeindegebiet.
Am 17. Juli 2020 kam es im Zuge einer großen Rajonsreform zum Anschluss des Rajonsgebietes an den Rajon Schmerynka.
Folgende Orte sind neben dem Hauptort Murafa Teil der Gemeinde:
| Name                     | Name          | Name                          |
| ukrainisch transkribiert | ukrainisch    | russisch                      |
| ------------------------ | ------------- | ----------------------------- |
| Babyna Dolyna            | Бабина Долина | Бабина Долина (Babina Dolina) |
| Dowschok                 | Довжок        | Должок (Dolschok)             |
| Fedoriwka                | Федорівка     | Фёдоровка (Fjodorowka)        |
| Juchymiwka               | Юхимівка      | Юхимовка (Juchimowka)         |
| Klekotyna                | Клекотина     | Клекотина (Klekotina)         |
| Mychajliwka              | Михайлівка    | Михайловка (Michailowka)      |
| Penkiwka                 | Пеньківка     | Пеньковка (Penkowka)          |

## Söhne und Töchter der Ortschaft
- Bronisław Bernacki (* 1944), ukrainischer Priester und Bischof von Odessa-Simferopol
- Gersch Izkowitsch Budker (1918–1977), sowjetischer (überwiegend) theoretischer Physiker
- Iwan Sirko (1610–1680), ukrainischer Ataman der Saporoger Kosaken